# Sjag
Sjag (russisk: Шаг) er en sovjetisk-japansk spillefilm fra 1988 af Aleksandr Mitta.

## Medvirkende
- Leonid Filatov
- Komaki Kurihara
- Oleg Tabakov som Tutunov
- Jelena Jakovleva
- Goh Watanabe